# Zhouxi, Chongqing
Zhouxi (kinesiska: 周溪) är en socken i sydvästra Kina. Den ligger i Chengkou härad i storstadsområdet Chongqing,  omkring 310 kilometer nordost om det centrala stadsdistriktet Yuzhong. Antalet invånare är 4 873. Befolkningen består av 2 335 kvinnor och 2 538 män. Barn under 15 år utgör 26,0 %, vuxna 15-64 år 63 %, och äldre över 65 år 10,0 %.